# Łubnica, Tỉnh West Pomeranian
Łubnica [wubˈnit͡sa] (tiếng Đức: Bienenwerder)  là một ngôi làng thuộc khu hành chính của Gmina Gryfino, thuộc hạt Gryfino, West Pomeranian Voivodeship, ở phía tây bắc Ba Lan, gần biên giới Đức. Nó nằm khoảng 9 kilômét (6 mi) phía bắc Gryfino và 12 km (7 mi) phía nam thủ đô khu vực Szczecin.